# 杨世钰
杨世钰（1933年—），云南大理人，白族，历史学者。
1954年毕业于西南师范大学历史系，1956年毕业于华东师范大学历史系中国通史研究班，同年分配到云南师范大学历史系工作，先后任助教、讲师、副教授、教授、历史系副主任。1985年至1994年任云南师范大学图书馆馆长。
担任《大理丛书》《社会科学文献检索与利用基础教程》主编、《云南省志·地名志》副主编，参与编写《云南省志·地理志》《史记译注》《中国回族大辞典》《中国历史大辞典·隋唐五代史卷》等。